# Pedro Alejandro Romo
Pedro Alejandro Romo Davalos (Quito, Ecuador, 6 de mayo de 1989) es un futbolista ecuatoriano. Juega como mediocampista y su actual equipo es Gualaceo de la Serie B de Ecuador.

## Clubes
| Club          | País    | Año         |
| ------------- | ------- | ----------- |
| Liga de Quito | Ecuador | 2008 - 2010 |
| Aucas         | Ecuador | 2011 - 2012 |
| Pilahuin Tío  | Ecuador | 2013        |
| FC UIDE       | Ecuador | 2014        |
| Espoli        | Ecuador | 2015        |
| Delfín SC     | Ecuador | 2016        |
| Manta FC      | Ecuador | 2016        |
| Gualaceo      | Ecuador | 2017 - ?    |

## Palmarés

### Torneos nacionales
| Título                 | Club          | País    | Año  |
| ---------------------- | ------------- | ------- | ---- |
| Campeonato Ecuatoriano | Liga de Quito | Ecuador | 2010 |